# Wahlen zum Repräsentantenhaus der Vereinigten Staaten 1990
Bei den Wahlen zum Repräsentantenhaus der Vereinigten Staaten 1990 wurden am 6. November 1990 die Abgeordneten des Repräsentantenhauses der Vereinigten Staaten gewählt. Die Wahlen waren Teil der allgemeinen Wahlen zum 102. Kongress der Vereinigten Staaten in jenem Jahr, bei denen auch ein Drittel der US-Senatoren gewählt wurden. Da die Wahlen etwa in der Mitte der Amtszeit des republikanischen Präsidenten George H. W. Bush stattfanden (Midterm Election), galten sie auch als Votum über die bisherige Politik des Präsidenten.
Die Zahl der zu wählenden Abgeordneten betrug 435. Die Sitzverteilung basierte auf der Volkszählung von 1980.
Bei den Wahlen ergab sich erneut ein leichter Gewinn für die Demokraten, die im Vergleich zu den Wahlen des Jahres 1988 den Republikanern 7 weitere Sitze abnahmen. Damit bauten sie ihre absolute Mehrheit auf 267 Mandate aus. Weil  mit Bernie Sanders  (Später Demokrat) im Staat Vermont auch noch ein Unabhängiger Kandidat gewählt wurde, verloren die Republikaner 8 Sitze. Die Verschiebungen zu Gunsten der Demokraten zeigen die Unzufriedenheit einiger Wählergruppen mit der bisherigen Politik der Bundesregierung und Präsident George Bush Sen. Da die Demokraten auch im Senat ihre Mehrheit behaupten konnten, musste sich der Präsident auch in der zweiten Hälfte seiner Amtszeit mit einem oppositionellen Kongress auseinandersetzen.

## Wahlergebnis
- Demokratische Partei 267 (260) Sitze
- Republikanische Partei 167 (175) Sitze
- Unabhängiger: 1 (0)

Gesamt: 435 (435)
In Klammern sind die Ergebnisse der letzten Wahl zwei Jahre zuvor. Veränderungen im Verlauf der Legislaturperiode, die nicht die Wahlen an sich betreffen, sind bei diesen Zahlen nicht berücksichtigt, werden aber im Artikel über den 102. Kongress im Abschnitt über die Mitglieder des Repräsentantenhauses bei den entsprechenden Namen der Abgeordneten vermerkt. Daher kommt es in den Quellen gelegentlich zu unterschiedlichen Angaben, da manchmal Veränderungen während der Legislaturperiode in die Zahlen eingearbeitet wurden und manchmal nicht. Das angeführte Wahlergebnis basiert auf der unten angeführten Quelle (Party Divisions).

## Weblink
- Party Divisions